# Ty Montgomery
Tyler Anthony Montgomery II (* 22. Januar 1993 in Jackson, Mississippi) ist ein US-amerikanischer American-Football-Spieler, der als Runningback und als Wide Receiver eingesetzt wird. Er spielt bei den New England Patriots in der National Football League (NFL).

## Highschool
Montgomery besuchte die St. Mark’s School of Texas in Dallas, an der er in den Sportarten American Football, Leichtathletik, Basketball, Baseball und Lacrosse antrat. Für die Highschool-Football-Mannschaft spielte er als Wide Receiver, Runningback und Quarterback. Im Seniorjahr erzielte er in 93 Läufen 823 Yards und fing 17 Pässe. Dabei erzielte er zehn Touchdowns. In seiner Highschoolkarriere kam er insgesamt auf 118 gefangene Pässe und 36 Touchdowns.
In der Leichtathletik war Montgomery als Sprinter und Weitspringer aktiv. Bei den SPC Meisterschaften 2011 gewann er den 100-Meter-Lauf in 10,81 Sekunden sowie den 200-Meter-Lauf in 22,20 Sekunden. Außerdem wurde er mit der 4-mal-100-Meter-Staffel mit einer Zeit von 43,15 Sekunden Meister. Im Weitsprung stellte er seine persönliche Bestleistung 2011 mit 6,55 Meter beim Lancaster Meet of Champions auf.

## College
Montgomery spielte von 2011 bis 2014 an der Stanford University als Wide Receiver unter Head Coach David Shaw.
Als Freshman im Jahr 2011 spielte Montgomery in der Offense und in Special Teams. Am 15. Oktober hatte er in einem Spiel gegen Washington State drei Kick-Returns für 147 Yards und einen Touchdown. Am 19. November hatte er in einem Spiel gegen California einen 34-Yard-Touchdown bei seinem einzigen Ballbesitz des Spiels. Im Fiesta Bowl gegen Oklahoma State fing er sieben Pässe für 120 Yards und einen Touchdown. Montgomery fing in dieser Saison 24 Pässe für 350 Yards und zwei Touchdowns, dazu lief er für 42 Yards und einen Touchdown.
Im zweiten Jahr setzte Montgomery seine Rolle in der Offense und den Special Teams fort. Er beendete die Saison mit insgesamt 26 gefangenen Pässen für 213 Yards und hatte 11 Kick-Returns für 293 Yards mit einem Durchschnitt von 26,6.
Als Junior wurde Montgomery 2013 als Return Specialist zum All-American berufen. Am 5. Oktober hatte er gegen Washington vier Kick-Returns für 204 Yards und einen Touchdown. Im nächsten Spiel gegen Utah hatte er acht Passempfänge für 131 Yards, sowie drei Kick-Returns für 160 Yards und einen Touchdown. Am 23. November hatte er gegen California 160 Receiving-Yards, vier Touchdowns und 31 Laufyards mit einem Rushing Touchdown. Er führte die Statistik mit einem Kickoff-Return-Durchschnitt von 31,2 Yards landesweit an und erzielte dabei zwei Touchdowns. Darüber hinaus fing er 61 Pässe für 958 Yards und 10 Touchdowns, zusammen mit 159 Laufyards und zwei Rushing Touchdowns.
Als Senior im Jahr 2014 beendete er seine Saison mit 61 gefangenen Pässen für 604 Yards und drei Touchdowns. Dazu kommen 144 Laufyards und ein Rushing Touchdown. Seine College-Karriere beendete er mit 172 gefangenen Pässen für 2.125 Yards und 15 Touchdowns.

### Collegestatistik
| Jahr   | Mannschaft | Spiele | Passspiel | Passspiel | Passspiel | Passspiel | Laufspiel | Laufspiel | Laufspiel | Laufspiel |
| Jahr   | Mannschaft | Spiele | Empfänge  | Yards     | Schnitt   | TD        | Versuche  | Yards     | Schnitt   | TD        |
| 2011   | Stanford   | 13     | 24        | 350       | 14.6      | 2         | 2         | 42        | 21.0      | 1         |
| 2012   | Stanford   | 11     | 26        | 213       | 8.2       | 0         | 1         | −11       | −11.0     | 0         |
| 2013   | Stanford   | 14     | 61        | 958       | 15.7      | 10        | 13        | 159       | 12.2      | 2         |
| 2014   | Stanford   | 11     | 61        | 604       | 9.9       | 3         | 23        | 144       | 6.3       | 1         |
| Gesamt | Stanford   | 49     | 172       | 2,125     | 12.4      | 15        | 39        | 334       | 8.6       | 4         |

## NFL
Beim NFL Draft 2015 wurde Montgomery in der dritten Runde als 94. Spieler von den Green Bay Packers ausgewählt. Am 21. Mai 2015 unterschrieb er einen Vertrag bei den Packers. In seinem Debütjahr wurde er am 21. Dezember auf die Injured Reserve List gesetzt, nachdem er in Woche 6 gegen die San Diego Chargers eine Knöchelverletzung erlitten hatte.
In den ersten vier Spielen der Saison 2016 stand Montgomery nur bei 17 Snaps der Offense auf dem Feld und fing keinen Pass. Im Spiel gegen die Dallas Cowboys in der 6. Woche wurde er als Starting Runningback aufgestellt, nachdem Eddie Lacy und James Starks verletzt ausgefallen waren. Er beendete die 16:30-Niederlage der Packers mit zehn Laufspielzügen für 98 Yards.
Im nächsten Spiel gegen die Chicago Bears brachte er es auf 10 Passempfänge für 66 Yards und 60 Yards im Laufspiel bei 9 Versuchen. Nachdem er weiterhin als Runningback eingesetzt wurde, erklärte Head Coach Mike McCarthy Montgomery am 13. Dezember 2016 zum Runningback. Im folgenden Spiel gegen die Bears erzielte Montgomery seine Karrierebestleistungen in Anzahl der Läufe (16) und Raumgewinn (162 Yards). Er löste somit auch Aaron Rodgers teamintern als den Führenden für erreichte Yards in Laufspielzügen in der Saison 2016 ab.
Die Saison 2017 fing für Montgomery nicht schlecht an. In Woche 4 brach er sich im Spiel gegen die Chicago Bears die Rippen, was ihn daran hinderte, im nächsten Saisonspiel im Kader zu sein. In Woche 6 kehrte er zurück, wurde aber in Woche 10, wiederum gegen die Bears, am Handgelenk verletzt. Daraufhin wurde er für den Rest der Saison auf die Injured Reserve List gesetzt.
Im März 2022 nahmen die New England Patriots Montgomery unter Vertrag. Am 8. Dezember 2023 wurde er von den Patriots entlassen.

## NFL Statistiken

### Regular Season
| Jahr                                                      | Mannschaft           | G  | GS | Passspiel | Passspiel | Passspiel | Passspiel | Passspiel | Laufspiel | Laufspiel | Laufspiel | Laufspiel | Laufspiel | Kick Return | Kick Return | Kick Return | Kick Return | Kick Return | Fumbles | Fumbles |
| Jahr                                                      | Mannschaft           | G  | GS | Rec       | Yds       | Avg       | Lng       | TD        | Att       | Yds       | Avg       | Lng       | TD        | Ret         | Yds         | Avg         | Lng         | TD          | FUM     | Lost    |
| --------------------------------------------------------- | -------------------- | -- | -- | --------- | --------- | --------- | --------- | --------- | --------- | --------- | --------- | --------- | --------- | ----------- | ----------- | ----------- | ----------- | ----------- | ------- | ------- |
| 2015                                                      | Green Bay Packers    | 6  | 3  | 15        | 136       | 9,1       | 31        | 2         | 3         | 14        | 4,7       | 9         | 0         | 7           | 218         | 31,1        | 46          | 0           | 0       | 0       |
| 2016                                                      | Green Bay Packers    | 15 | 6  | 44        | 348       | 7,9       | 24        | 0         | 77        | 457       | 5,9       | 61        | 3         | 18          | 366         | 20,3        | 40          | 0           | 2       | 1       |
| 2017                                                      | Green Bay Packers    | 8  | 5  | 23        | 173       | 7,5       | 23        | 1         | 71        | 273       | 3,8       | 37T       | 3         | -           | -           | -           | -           | -           | 0       | 0       |
| 2018                                                      | Green Bay Packers    | 7  | 0  | 15        | 170       | 11,3      | 43        | 0         | 26        | 105       | 4,0       | 16        | 1         | 10          | 210         | 21,0        | 27          | 0           | 2       | 1       |
| 2018                                                      | Baltimore Ravens     | 6  | 0  | 10        | 65        | 6,5       | 14        | 0         | 15        | 83        | 5,5       | 15        | 0         | -           | -           | -           | -           | -           | 0       | 0       |
| 2019                                                      | New York Jets        | 16 | 2  | 13        | 90        | 6,9       | 21        | 0         | 32        | 103       | 3,2       | 15        | 0         | 18          | 364         | 20,2        | 34          | 0           | 0       | 0       |
| 2020                                                      | New Orleans Saints   | 6  | 1  | 3         | 27        | 9,0       | 17        | 0         | 19        | 101       | 5,3       | 36        | 0         | 2           | 57          | 28,5        | 33          | 0           | 0       | 0       |
| 2021                                                      | New Orleans Saints   | 14 | 3  | 16        | 95        | 5,9       | 21        | 0         | 15        | 44        | 2,9       | 9         | 0         | 2           | 59          | 29,5        | 33          | 0           | 0       | 0       |
| 2022                                                      | New England Patriots | 1  | 0  | 3         | 15        | 5,0       | 7         | 1         | 2         | −2        | −1,0      | 0         | 0         | 1           | 28          | 28,0        | 28          | 0           | 0       | 0       |
| 2023                                                      | New England Patriots | 13 | 0  | 5         | 40        | 8,0       | 17        | 0         | 3         | 9         | 3,0       | 7         | 0         | 9           | 219         | 24,3        | 43          | 0           | 0       | 0       |
| Total                                                     | Total                | 92 | 20 | 147       | 1159      | 7,9       | 43        | 4         | 263       | 1187      | 4,5       | 61        | 7         | 67          | 1521        | 22,7        | 46          | 0           | 4       | 2       |
| Quelle: [www.nfl.com/players/ty-montgomery/stats NFL.com] |                      |    |    |           |           |           |           |           |           |           |           |           |           |             |             |             |             |             |         |         |

### Play-offs
| Jahr                               | Mannschaft         | G | GS | Passspiel | Passspiel | Passspiel | Passspiel | Passspiel | Laufspiel | Laufspiel | Laufspiel | Laufspiel | Laufspiel | Kick return | Kick return | Kick return | Kick return | Kick return | Fumbles | Fumbles |
| Jahr                               | Mannschaft         | G | GS | Rec       | Yds       | Avg       | Lng       | TD        | Att       | Yds       | Avg       | Lng       | TD        | Ret         | Yds         | Avg         | Lng         | TD          | FUM     | Lost    |
| ---------------------------------- | ------------------ | - | -- | --------- | --------- | --------- | --------- | --------- | --------- | --------- | --------- | --------- | --------- | ----------- | ----------- | ----------- | ----------- | ----------- | ------- | ------- |
| 2016                               | Green Bay Packers  | 3 | 3  | 10        | 77        | 7,7       | 34        | 0         | 25        | 91        | 3,6       | 15        | 2         | 0           | 0           | 0,0         | 0           | 0           | 0       | 0       |
| 2018                               | Baltimore Ravens   | 1 | 0  | 0         | -         | -         | -         | -         | 0         | -         | -         | -         | -         | 6           | 106         | 17,7        | 24          | 0           | 0       | 0       |
| 2020                               | New Orleans Saints | 1 | 0  | 1         | 13        | 13,0      | 13        | 0         | 4         | 14        | 3,5       | 5         | 0         | -           | -           | -           | -           | -           | 0       | 0       |
| Total                              | Total              | 5 | 3  | 11        | 90        | 8,2       | 34        | 0         | 29        | 105       | 3,6       | 15        | 2         | 6           | 106         | 17,7        | 24          | 0           | 0       | 0       |
| Quelle: pro-football-reference.com |                    |   |    |           |           |           |           |           |           |           |           |           |           |             |             |             |             |             |         |         |